# Vektorkardiogramm
Das Vektorkardiogramm (VKG) ist eine räumliche Darstellung des zeitlichen Verlaufs der vom Herzen generierten Potentialdifferenzen, wie sie sich auf die Körperoberfläche projizieren.
Im Gegensatz zum Elektrokardiogramm (EKG), das den zeitlichen Spannungsverlauf von empirisch festgelegten Ableitungen, Einthoven-, Goldberger-, Wilson- und Nehb-Ableitungen als skalare Spannungs-Zeit-Kurve darstellt, gibt das Vektorkardiogramm zusätzlich den räumlichen Verlauf der Spannungsänderungen zum Zeitpunkt von atrialer und ventrikulärer Depolarisation sowie ventrikulärer Repolarisation vektoriell, d. h. in Form von sogenannten Vektorschleifen wieder. Das VKG erfordert deshalb die Verwendung bestimmter Ableitungssysteme, die die Spannungsverzerrungen der zwischen Herz und Körperoberfläche gelagerten Organe ausgleichen. Im klinischen Kontext werden meist die orthogonalen Frank-Ableitungen, seltener die McPhee-Ableitungen verwendet.

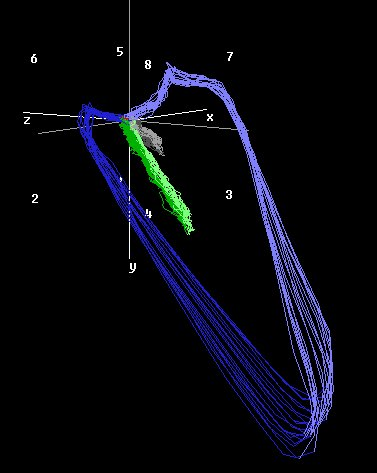
Vektorkardiogramm, Beispiel mit mehreren Zyklen, Grau=P-, Blau=R-, Grün=T-Schlinge

Die P- und R-Schleife repräsentiert den räumlichen Verlauf der Spannungsvektoren der atrialen (P-Schleife) bzw. ventrikulären (R-Schleife) Depolarisation, während die T-Schleife die Spannungsentwicklung während der ventrikulären Repolarisation repräsentiert.
Der Vektor zeigt mit seiner Pfeilspitze zu jedem Zeitpunkt von dem elektrischen Nullpunkt des Herzens in eine bestimmte Richtung im Raum. Der Betrag des Vektors (Summenpotenzials), die Magnitude, wird durch die Länge des Pfeiles repräsentiert. Durch die Winkel, die der Summenvektor mit der Frontalebene (Elevation) und der Horizontalebene (Azimut) bildet, ist seine räumliche Ausrichtung eindeutig definiert. Üblicherweise dienen in der klinischen Vektorkardiographie Magnitude (mV), Elevation (°) und Azimut (°) der P-, R- und T-Vektorschleife als Messgrößen für Vergleichs- bzw. Verlaufsuntersuchungen.
Im Gegensatz zur EKG-Diagnostik, die auf einem empirischen Lexikon von Befunden beruht, erlaubt die VKG-Analyse prinzipiell eine automatisierte Parametrisierung und Diagnostik der Spannungsphänomene. Das Vektorkardiogramm ist auch als didaktische Ergänzung zum EKG geeignet. Es erlaubt, die unterschiedlichen EKG-Bilder vektoriell zu deuten und dreidimensional darzustellen. 
Da die Repolarisation physiologisch einen Stoffwechselprozess darstellt, ist besonders die Form und Lage der T-Schleife bei einer Unterversorgung des Herzens durch Sauerstoffmangel beeinflusst. Diagnostisch ist das Vektorkardiogramm möglicherweise in Zukunft bedeutsam, weil der räumliche Verlauf der T-Schleife für die Ischämie-Diagnostik parametrisiert werden kann. Dadurch könnte die  Früherkennung der Koronaren Herzkrankheit (KHK) mittels der einfach durchzuführenden und nicht-invasiven VKG-Methode durch den Hausarzt erleichtert werden.
Es gibt verschiedene Kriterien, wie ein Vektorkardiogramm von diversen Forschern erstellt und interpretiert wurde. Grygoriy Risman zeigt die verschiedenen Methoden, die über ein halbes Jahrhundert entwickelt wurden, und stellt eine weitergehende Methode namens Raumvektorkardiometrie (RVKM) vor. Die ursprünglich in Russisch verfasste Dissertation ist in der Medizinischen Akademie Omsk verfügbar.